# 越中宮崎站
越中宮崎站（日语：／ Etchū-miyazaki eki */?）是隸屬於愛之風富山鐵道的鐵路車站，車站編號為21，座落於富山縣下新川郡朝日町，是富山縣最東端的車站，也是愛之風富山鐵道現時管轄車站中邊界車站，沿下行路軌不久便會進入新潟縣境內。
相比位於同町內的泊站，本站的使用人數明顯稀少，是線路內5個完全無人站之一。又由於按現時的行車系統，絕大部份愛之風富山鐵道的列車只服務至泊站，結果出現了本站的列車服務，反而要依靠越後心動鐵道提供的奇怪現象。2022年3月時間表改正後，每天只有一班由本站開出的上行列車，是會超越泊站至富山站及IR石川鐵道線的金澤站。
因愛之風富山鐵道與JR西日本簽署了合作文件，JR西日本為愛之風富山鐵道全線車站加裝對應ICOCA的感應器，本站亦因而受惠，但由於是無人站，因此並不能進行增值服務。

## 車站結構
建有單層水泥平房1座，左側為已棄用的舊站務室及服務櫃位；右側為候車大堂。通過開放式閘口後，可左轉沿有蓋行人天橋前往月台，或從旁邊前往洗手間。由於使用人數實在偏少，縱然候車大堂比一般鄉郊車站為大，不過除了候車座椅外，卻沒有任何配套設施。
過往JR西日本曾在本站短暫設有簡易售票機1座，但由於利用人數過少，很快便被撒去。愛之風富山鐵道接手後3年才重新加裝自動售票機，是全線中最遲裝設的一個。
設有島式月台1座，提供1面2線的配置，有效長度為8輛，當中自天橋口起約3輛的月台經過修整，配套上卻十分簡陋，整個月台皆為全露天設計，而且亦沒有設置候車座椅，遇上不佳天氣時，只能在有蓋天橋出入口中躲避，而靠向泊站的約半個月台，因長期未有打理及使用，更已長滿雜草。而月台寬度亦不算十分寬闊，JR時代有不少特急列車以高速通過，需注意個人安全。

### 月台配置
| 月台 | 路線              | 目的地                                        |
| ---- | ----------------- | --------------------------------------------- |
| 1    | 直通■日本海翡翠線 | 糸魚川、直江津方向、直通■妙高躍馬線至新井方向 |
| 2    | ■愛之風富山鐵道線 | 泊、直通■IR石川鐵道線至金澤方向               |

## 歷史
- 1957年：
  - 10月1日：日本國有鐵道北陸本線泊～市振間開設「越中宮崎信號場」。
  - 11月20日：昇格為旅客站，改稱「越中宮崎站」。
- 1972年10月2日：停止貨物及手提行李提取服務。
- 1987年4月1日：國鐵分割民營化，成為西日本旅客鐵道（JR西日本）車站。
- 2015年：

- 3月14日：北陸新幹線開業，改交由愛之風富山鐵道接管。
- 3月26日：開始可使用ICOCA。

- 2018年12月11日：裝設自動售票機[3]。
- 2022年3月12日：因應新富山口站開業，車站編號由「20」改為「21」。

## 使用情況
| 年度   | 1日平均乗車人數 |
| ------ | --------------- |
| 2004年 | 41              |
| 2005年 | 45              |
| 2006年 | 43              |
| 2007年 | 44              |
| 2008年 | 38              |
| 2009年 | 38              |
| 2010年 | 34              |
| 2011年 | 39              |
| 2012年 | 38              |
| 2013年 | 35              |
| 2014年 | 29              |
| 2015年 | 67              |
| 2016年 | 68              |
| 2017年 | 50              |
| 2018年 | 82              |
| 2019年 | 83              |
| 2020年 | 48              |

## 相鄰車站
愛之風富山鐵道
■愛之風富山鐵道線、■日本海翡翠線（直通）
■普通
泊 (20) －越中宮崎 (21) －市振

## 外部連結
- 愛之風富山鐵道　越中宮崎站公式網頁 （日語）
- 愛之風富山鐵道　越中宮崎站旅遊指南 （页面存档备份，存于） （日語）